# Finales BAA 1949
Navigation
Finales 1948 Finales 1950
Les finales BAA 1949 concluent la saison 1948-1949 de la Basketball Association of America (BAA). Les Capitols de Washington de la division Est ont affronté les Lakers de Minneapolis de la division Ouest, Minneapolis ayant l'avantage du terrain.   
George Mikan et les Lakers de Minneapolis se sont montrés dominants. Ils ont battu les Capitols de Washington en six matchs. Ce fut le premier de plusieurs titres NBA successifs pour les Lakers. Ce fut le début de George Mikan et de la dynastie des Lakers. 
Les six matchs de la finale se sont déroulés en dix jours - du lundi 4 avril au mercredi 13 avril - avec un jour de repos sauf après le troisième match, le premier des trois disputés à Washington (Minneapolis menait 3-0). Avant son début, Minneapolis était resté au repos pendant cinq jours puisque l'équipe s'était qualifiée le mardi précédent. Washington est resté inactif pendant une seule journée, en étant qualifié le samedi seulement. L'ensemble des Playoffs a duré 23 jours. 

## Résumé de la saison
| Champion de division | Qualifié pour les playoffs | Éliminé des playoffs |

| Division Est               | V  | D  | PCT    | GB |
| -------------------------- | -- | -- | ------ | -- |
| Capitols de Washington     | 38 | 22 | 60,9 % | -  |
| Knicks de New York         | 32 | 28 | 57,8 % | 6  |
| Bullets de Baltimore       | 29 | 31 | 45,3 % | 9  |
| Warriors de Philadelphie   | 28 | 32 | 35,5 % | 10 |
| Celtics de Boston          | 25 | 35 | 30,6 % | 13 |
| Steamrollers de Providence | 12 | 48 | 17,7 % | 26 |

| Division Ouest         | V  | D  | PCT    | GB |
| ---------------------- | -- | -- | ------ | -- |
| Royals de Rochester    | 45 | 15 | 75,0 % | -  |
| Lakers de Minneapolis  | 44 | 16 | 73,3 % | 1  |
| Stags de Chicago       | 38 | 22 | 63,3 % | 7  |
| Bombers de Saint-Louis | 29 | 31 | 48,3 % | 16 |
| Pistons de Fort Wayne  | 22 | 38 | 36,7 % | 23 |
| Jets d'Indianapolis    | 18 | 42 | 30,0 % | 27 |

### Tableau des Playoffs
|  | Demi-finales de Division | Demi-finales de Division | Demi-finales de Division |                       |   | Finales de Division    | Finales de Division | Finales de Division |  |  | Finales BAA | Finales BAA            | Finales BAA |
|  |                          |                          |                          |                       |   |                        |                     |                     |  |  |             |                        |             |
|  | 1                        | Capitols de Washington   | 2                        |                       |   |                        |                     |                     |  |  |             |                        |             |
|  | 4                        | Warriors de Philadelphie | 0                        |                       |   |                        |                     |                     |  |  |             |                        |             |
|  | 4                        | Warriors de Philadelphie | 0                        |                       | 1 | Capitols de Washington | 2                   |                     |  |  |             |                        |             |
|  | Division Est             |                          |                          |                       | 1 | Capitols de Washington | 2                   |                     |  |  |             |                        |             |
|  |                          |                          | 2                        | Knicks de New York    | 1 |                        |                     |                     |  |  |             |                        |             |
|  | 2                        | Knicks de New York       | 2                        | Knicks de New York    | 1 | 2                      |                     |                     |  |  |             |                        |             |
|  | 2                        | Knicks de New York       |                          |                       |   | 2                      |                     |                     |  |  |             |                        |             |
|  | 3                        | Bullets de Baltimore     | 1                        |                       |   |                        |                     |                     |  |  |             |                        |             |
|  |                          |                          |                          |                       |   |                        |                     |                     |  |  | E1          | Capitols de Washington | 2           |
|  |                          |                          | O2                       | Lakers de Minneapolis | 4 |                        |                     |                     |  |  |             |                        |             |
|  | 1                        | Royals de Rochester      | 2                        |                       |   |                        |                     |                     |  |  |             |                        |             |
|  | 4                        | Bombers de Saint-Louis   | 0                        |                       |   |                        |                     |                     |  |  |             |                        |             |
|  | 4                        | Bombers de Saint-Louis   | 0                        |                       | 1 | Royals de Rochester    | 0                   |                     |  |  |             |                        |             |
|  | Division Ouest           |                          |                          |                       | 1 | Royals de Rochester    | 0                   |                     |  |  |             |                        |             |
|  |                          |                          | 2                        | Lakers de Minneapolis | 2 |                        |                     |                     |  |  |             |                        |             |
|  | 2                        | Lakers de Minneapolis    | 2                        | Lakers de Minneapolis | 2 | 2                      |                     |                     |  |  |             |                        |             |
|  | 2                        | Lakers de Minneapolis    |                          |                       |   | 2                      |                     |                     |  |  |             |                        |             |
|  | 3                        | Stags de Chicago         | 0                        |                       |   |                        |                     |                     |  |  |             |                        |             |

## Résumé de la Finale BAA
| Match  | Date     | Équipe à domicile      | Résultat    | Équipe à l'extérieur   |
| ------ | -------- | ---------------------- | ----------- | ---------------------- |
| Game 1 | 4 avril  | Lakers de Minneapolis  | 88–84 (1–0) | Capitols de Washington |
| Game 2 | 6 avril  | Lakers de Minneapolis  | 76–62 (2–0) | Capitols de Washington |
| Game 3 | 8 avril  | Capitols de Washington | 74–94 (0–3) | Lakers de Minneapolis  |
| Game 4 | 9 avril  | Capitols de Washington | 83–71 (1–3) | Lakers de Minneapolis  |
| Game 5 | 11 avril | Capitols de Washington | 74–65 (2–3) | Lakers de Minneapolis  |
| Game 6 | 13 avril | Lakers de Minneapolis  | 77–56 (4–2) | Capitols de Washington |

## Équipes
| Capitols de Washington Effectif 1948-1949 |    |                  |                   |
| Entraîneur : Red Auerbach                 |    |                  |                   |
| Arrière                                   | 10 | Bob Feerick      | Santa Clara       |
| Pivot                                     | 11 | Kleggie Hermsen  | Minnesota         |
| Meneur                                    | 29 | Sonny Hertzberg  | CCNY              |
| Meneur                                    | 23 | Leo Katkaveck    | NC State          |
| Ailier                                    | 17 | Bones McKinney,  | North Carolina    |
| Ailier fort                               | 15 | Jack Nichols     | Washington        |
| Arrière                                   | 16 | Johnny Norlander | Hamline           |
| Arrière                                   | 13 | Dick O'Keefe     | Santa Clara       |
| Arrière                                   | 22 | Dick Schulz      | Wisconsin         |
| Meneur                                    | 20 | Fred Scolari     | San Francisco     |
| Ailier fort                               | 15 | Jack Toomay      | Pacific           |
| Arrière                                   | 18 | Matt Zunic       | George-Washington |
| (C) Capitaine - Blessé                    |    |                  |                   |

| Lakers de Minneapolis Effectif 1948-1949 |    |                  |           |
| Entraîneur : John Kundla                 |    |                  |           |
| Arrière                                  | 15 | Don Carlson      | Minnesota |
| Ailier                                   | 19 | Jack Dwan        | Loyola    |
| Ailier                                   | 18 | Arnie Ferrin     | Utah      |
| Meneur                                   | 22 | Donnie Forman    | NYU       |
| Ailier                                   | 14 | Earl Gardner     | DePauw    |
| Arrière                                  | 13 | Tony Jaros       | Minnesota |
| Arrière                                  | 16 | Johnny Jorgensen | DePaul    |
| Meneur                                   | 20 | Whitey Kachan    | DePaul    |
| Pivot                                    | 99 | George Mikan     | DePaul    |
| Ailier fort                              | 17 | Jim Pollard      | Stanford  |
| Meneur                                   | 10 | Herm Schaefer    | Indiana   |
| (C) Capitaine - Blessé                   |    |                  |           |